# Lista över borgmästare i Hedemora
Detta är en lista över staden Hedemoras borgmästare.

## Borgmästare i Hedemora
Borgmästare i Hedemora stad före 1971.

### Borgmästare
| Ämbetstid | Namn                    | Levnadstid | Övrigt |
| --------- | ----------------------- | ---------- | ------ |
|           | Bengt Hansson Medenius  | 1615–1683  |        |
| 1711–1736 | Sven Grandel            | –1736      |        |
| 1736–1763 | Georg Hollsten          | 1704–1786  |        |
| 1777–1783 | Erik Halldin            | 1735–1784  |        |
| 1785–1807 | Johan Abraham Brandberg | 1759–1807  |        |
| 1902–     | Gustaf Winqvist         | 1868–1934  |        |